# 男谷信友
男谷 信友（おたに のぶとも）は、幕末の幕臣、剣術家。直心影流男谷派を名乗った。その実力の高さと温厚な人格から、「幕末の剣聖」と呼ばれることもある。通称は精一郎。門下から島田虎之助、榊原鍵吉などの名剣士が輩出した。

## 人物

### 生い立ち
寛政10年（1798年）、男谷忠之丞(信孝)の二男として生まれる（文化7年（1810年）誕生説もある）忠之丞は男谷検校の六男信連の子である。20歳の時に同族（従叔父）の男谷思孝の婿養子となる。
検校は元々越後国三島郡長鳥村（現・新潟県柏崎市）の貧農の出で盲人であったが、雪の夜に奥医師石坂宗哲の門前で行き倒れていた所を助けられた。宗哲から1両2分の資金を借りて生業を始めた所、利財の才に長け、江戸府内17箇所の地主となり検校の位を買い、大名貸も行うほどになった。
検校の末子の平蔵（忠凞）は、安永5年（1776年）に江戸幕府の西丸持筒与力（御家人）となり（父に御家人株を買い与えられたという）、後に勘定に昇進し旗本となった。平蔵の長男が思孝で、三男が左衛門太郎（小吉）惟寅、勝海舟の父である。したがって、信友と勝海舟は血縁では再従兄、系図上では従兄の間柄になる。
信友は文化2年（1805年）、8歳のときに本所亀沢町、直心影流剣術12世の団野源之進（真帆斎）に入門して剣術を習い始めた。さらに、平山行蔵に兵法を師事、他に宝蔵院流槍術、吉田流射術にも熟達した。文政6年（1824年）、団野から的伝を授けられ、麻布狸穴に道場を開く。

### 剣術界を改革
従来の剣術各流派の多くは、主に形稽古を行い、他流試合を禁じていた。直心影流も同様で、やむをえず立ち合うときは、「怪我をしても文句は言わない」旨の誓約書を相手に書かせた上、防具を使わず木刀で立ち合っていた。しかし、松平定信の武芸奨励策以来、他流試合が行われるようになり、信友はこれを積極的に実践して広めた。
見栄えや形式を重んじるあまり沈滞した剣術界を立て直すため、竹刀試合を奨励し、信友自身も申し込まれた試合は一度も拒まず、江戸府内に立ち合わなかった者はいないといわれるほどであった。試合は、どんな相手でも三本のうち一本は相手に花を持たせるが、いかに強敵でも「花」の一本より勝ちを取ることができず、底知れぬ実力と評された。天保から弘化にかけての一時期、島田虎之助、大石進と並んで「天保の三剣豪」と謳われた。その信友も、大石進との試合で初戦は勝ったものの、再戦では大石得意の左片手突きをかわすことができなかったという。
水野忠邦時代からの度重なる建議が認められ、安政3年（1856年）、幕臣の武芸訓練機関である講武所が発足した。信友は兵学の重鎮であった窪田清音らと講武所の頭取並に就任し、門下からも榊原鍵吉などが剣術の師範役に就いた。講武所の剣術稽古は信友の方針により、形稽古を廃し、竹刀試合を主とした稽古が激しく行なわれた。また、信友はそれまでまちまちであった竹刀の全長を3尺8寸と定めた。これらの規定は明治以降の剣術に受け継がれ、現代の剣道に大きな影響を与えた。

### 人格
- あまりの強さに異常と評されるほど腕が立つが、決して傲慢な態度をとらない温厚な人格者としても知られ、応対は親切丁寧で高ぶるところがなく、「君子の剣」と称された。酒を好んだが、酩酊しても平生に変わるところがなく、翌朝はいつもの時間に違わずに起き、掃除をするのが常であった[1]。
- 諸葛孔明、楠木正成を崇拝していた。妻を失ったのちも、楠木にならい、他の女性をめとることはなかった[1]。
- 「剣客として古今罕覯(かんこう)の技倆(ぎりょう)があったのみならず、頗(すこぶ)る明晳(めいせき)な頭脳の所有者であった」といわれている。(日本剣道史)[要文献特定詳細情報]
- 体格はどちらかというと小さい方で、小肥りの温公柔和の人だと『日本剣道史』に書かれている。[要文献特定詳細情報]

## 経歴
- 文化2年（1805年）、本所亀沢町、直心影流剣術12世の団野源之進（真帆斎）に入門。
- 文政6年（1824年）、団野から的伝を授けられ、麻布狸穴に道場を開く。
- 文政12年（1830年）、男谷彦四郎の養子となる。
- 天保2年（1833年）、書院番に昇進。
- 嘉永2年（1849年）、御本丸徒士頭となる。
- 安政3年（1856年）、講武所が開設され、講武所頭取並、剣術師範役を兼務する。また師・団野の死により、亀沢町の道場を譲られ、同5年（1858年）に移る。
- 文久2年（1862年）、下総守に叙任、講武所奉行となって禄高3000石を与えられた。
- 文久3年（1863年）、将軍徳川家茂の上洛に際して旗奉行を兼ねる。
- 元治元年（1864年）7月16日、67歳で没。文化7年生まれとの説では享年55となる。深川増林寺に葬られたとされる。
- 平成15年（2003年）、全日本剣道連盟剣道殿堂に顕彰される。

## 男谷信友を題材にした作品
漫画
- 横山光輝『竜車の剣』